# Heinrich Schneider (Koch)
Heinrich Schneider (* 13. März 1972 in Bozen, Südtirol) ist ein italienischer Koch.

## Werdegang
Heinrich Schneider durchlief nach dem Abschluss seiner Kochlehre mehrere Stationen in verschiedenen renommierten Häusern im In- und Ausland, darunter in der Auberge du cheval blanc in Lembach, im Hotel La Perla in Corvara sowie im Hotel Völlaner Hof in Völlan. Im Jahre 1998 übernahm er zusammen mit seiner Schwester Gisela den elterlichen Betrieb Auener Hof im Sarntal. Der Auener Hof mit seinem Gourmetrestaurant Terra liegt auf 1622 m. ü. M. und ist somit das höchstgelegene Sternerestaurant Italiens. 2008 wurde es mit dem ersten Michelinstern und 2016 mit dem zweiten Stern ausgezeichnet. Der Gault Millau zeichnet es mit 3 Hauben  und 17 Punkten aus. Ebenfalls seit 2008 ist Heinrich Schneider Mitglieder der Jeunes Restaurateurs d’Europe.

## Auszeichnungen
- 2 Stern im Guide Michelin 2017
- 3 Hauben und 17 Punkte im Gault Millau
- 16,5 Punkte und 2 Hauben Guida del Espresso
- 4 F im Der Feinschmecker 2014

## Familie
Heinrich Schneider ist verheiratet und hat drei Söhne.